# Eugen Kampf
Pour les articles homonymes, voir Kampf.
Eugen Kampf (né le 16 mars 1861 à Aix-la-Chapelle, mort le 13 avril 1933 à Düsseldorf) est un peintre allemand.

## Biographie
Eugen Kampf est le fils du peintre et photographe August Kampf (de). Il partage son intérêt pour la peinture avec son jeune frère Arthur Kampf. De 1878 à 1880, Eugen Kampf étudie d'abord à l'académie des beaux-arts d'Anvers, puis à l'académie des beaux-arts de Düsseldorf jusqu'en 1883, auprès d'Eugen Dücker qui depuis 1872, donné à la peinture paysagiste une nouvelle orientation réaliste. Kampf met fin à ses études à l'Académie royale des beaux-arts de Bruxelles en 1884.
En 1889, Kampf retourne à Düsseldorf. Olof Jernberg, Heinrich Hermanns, Eugen Kampf et Helmuth Liesegang fondent, en réaction à la politique d'exposition de l'association d'art pour la Rhénanie et Westphalie (de), le « Lucas-Club », qui s'inspire de l'École de La Haye et l'École de Barbizon. En 1891, le « Lucas-Club » rejoint la fédération de l'Association libre des artistes de Düsseldorf puis se sépare en 1899. En outre, Kampf est membre de l'association des artistes de Düsseldorf (de), de Malkasten et de la société générale d'art allemande.
Kampf et Wilhelm Schneider-Didam ouvrent une école de peinture pour femmes qui s'installe au début du XXe siècle devant l'académie de Düsseldorf. En 1908, Eugen Kampf devient professeur à l'académie des beaux-arts de Düsseldorf
À partir de 1880, il expose au Palais de verre de Munich, à Dresde, à Leipzig et à Düsseldorf, ainsi qu'à la Grande exposition d'art de Berlin, où il obtient une médaille d'or en 1906. Ses œuvres sont également présentées à l'Exposition universelle de 1900 à Paris, à l'Exposición de arte alemán en 1913 à Buenos Aires et à la Grande exposition d'art de Berlin en 1918 à Dusseldorf.
Son fils Ari Walter Kampf (de) sera aussi peintre.
Une exposition commémorative pour Eugen Kampf, prévue par le Kölnische Kunstverein pour l'année 1934, n'est pas réalisée.

## Œuvre

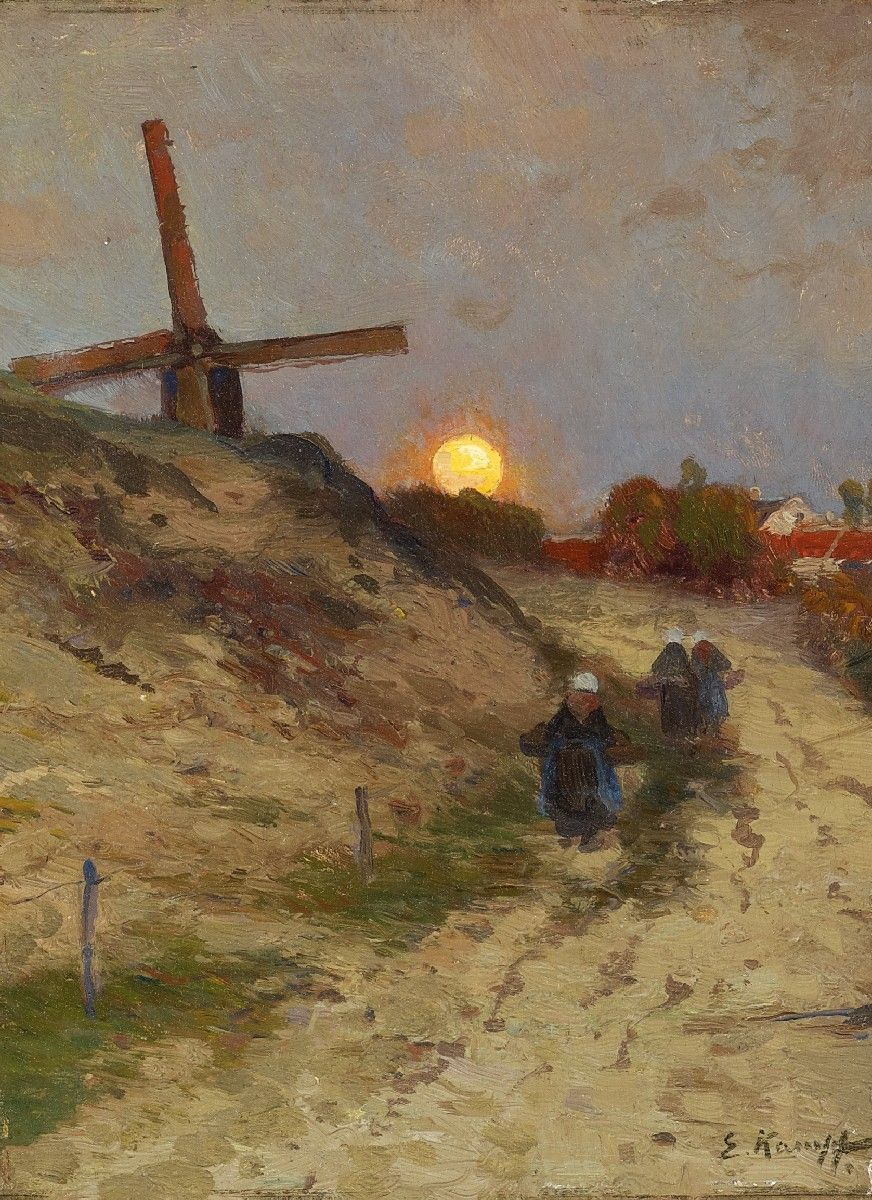
Lever de lune dans les dunes (n. d.).

Depuis la fin des années 1880, Kampf peint principalement des paysages de la Basse-Rhénanie et de la Flandre dans le style du naturalisme et de l'impressionnisme, parfois aussi des peintures marines, des natures mortes et des intérieurs. Un arrangement spatial intelligent des motifs, des accords de couleur lourds et riches et une « tonalité flamande » de sa palette, appliquée dans la technique de l’impasto, contribuent à son succès. Le ton profond et plein de ses peintures à l'huile est aussi présent dans ses aquarelles. Souvent il capture des scènes de la vie paysanne simple en été, en soirée ou des humeurs de pluie nuageuse. En plus de grands tableaux, il peint des études de la nature et des paysages de plus petit format, dans lesquels l'attitude fortement décorative, mais souvent un peu conventionnelle, des impressions fraîches et une coloristique douce et lyrique semblent modifiées.